# David Hirschfelder
David Hirschfelder (Ballarat, 28 novembre 1960) è un compositore australiano autore di colonne sonore cinematografiche.
Ha avuto due nomination all'Oscar alla migliore colonna sonora per Shine e Elizabeth.
Tra gli altri suoi lavori ci sono le musiche di Sliding Doors, Il mistero dell'acqua, Le due vie del destino - The Railway Man, The Water Diviner e The Dressmaker.